# Єлешня
Єлешня (словац. Jelešňa) — річка в Словаччині, впадає у водосховище Орава, протікає в окрузі Тврдошін.
Довжина — 24 км; площа водозбору 60 км².
Витік знаходиться в масиві Скорушинські гори.
Впадає у водосховище Орава.